# Le Renouard
Le Renouard è un comune francese di 200 abitanti situato nel dipartimento dell'Orne nella regione della Normandia.

## Società

### Evoluzione demografica
Abitanti censiti